# 上越市立柿崎小学校
上越市立柿崎小学校(じょうえつしりつかきざきしょうがっこう)は、新潟県上越市柿崎区柿崎にある市立小学校である。

## 通学区域
新潟県上越市柿崎区の法音寺、金谷、東谷内、雁海、下中山、小萱、第一区、第二区、第三区、第四区、第五区、第六区、第七区、第八区、あけぼの、出羽、山谷、竹鼻、江島新田、直海浜、馬正面及び桃園が含まれる。

## 周辺学校
- 上越市立柿崎中学校
- 上越市立上下浜小学校
- 上越市立下黒川小学校
- 新潟県立久比岐高等学校